# Pacto de suicidio
Un pacto de suicidio es un acuerdo entre dos o más personas para suicidarse. Las personas que acuerdan un pacto de este tipo pueden suicidarse juntas o pueden hacerlo en lugares distintos pero de forma planificada. En el estudio del suicidio, el pacto de suicidio es un concepto importante. Existen varios casos de pactos de suicidio a lo largo de la historia, como el que pudo haber ocurrido entre Rodolfo, príncipe heredero de Austria y su amante la baronesa María Vetsera. Sin embargo, su causa y circunstancias no están del todo claras
Se diferencia del suicidio colectivo, en el que muchas personas se suicidan por la misma razón, a menudo por creencias religiosas.